# Tomáš Huk
Tomáš Huk (ur. 22 grudnia 1994 w Koszycach) – słowacki piłkarz występujący na pozycji obrońcy w czeskim klubie Sigma Ołomuniec.

## Sukcesy
- Puchar Słowacji: 2013/14[2]